# Hatliacinins
Els hatliacinins (Hathlyacininae) són una subfamília extinta de mamífers esparassodonts de la família dels borhiènids que visqueren a Sud-amèrica des de l'Eocè superior fins al Pliocè inferior, fa entre 4 i 55,8 milions d'anys. Se n'han trobat restes fòssils a l'Argentina, Bolívia, el Brasil, el Perú i Xile. De vegades, és elevada a la categoria de família (Hathlyacinidae). Les espècies d'aquest grup eren borhiènids de mida petita a mitjana i estaven dotades de branques mandibulars llargues, esveltes i de poca profunditat.